# Mashable
Mashable — новостной развлекательный портал, основанный Питом Кэшмором в 2004 году.

## История
Mashable был основан в июле 2004 года Питом Кэшмором, когда тот проживал в Абердине, Шотландия. На первых порах сайт представлял собой обычный блог на WordPress, в котором Кэшмор был единственным редактором. В 2009 году журнал Time включил Mashable в список 25 лучших блогов, что способствовало росту популярности сайта. Аккаунты в социальных сетях также быстро набирали популярность: к ноябрю 2015 года у Mashable было более 6 000 000 подписчиков в Twitter и более 3 200 000 в Facebook. В июне 2016 году Mashable приобрела у Whalerock Industries YouTube-канал CineFix.
К сентябрю 2017 у Mashable скопились финансовые проблемы; реклама не приносила достаточного дохода, что привело к потере 4,2 млн долларов за один квартал. В декабре 2017 года компания Ziff Davis купила Mashable за 50 млн долларов, что портал «Recode» посчитал чрезвычайно заниженной суммой. После продажи было уволено более 50 сотрудников кампании, однако топ-менеджеры сохранили свои посты. Сайт начали выпускать на нескольких языках, ориентируясь на множество стран на разных континентах, включая Европу, Азию, Средний Восток и Австралию.